# Hans Sigl
Hans-Dieter Sigl (Rottenmann, Estiria, 7 de julio de 1969) es un conocido actor austríaco . 

## Vida y carrera
Hans Sigl completó su formación como actor, cantante y bailarín en el Tiroler Landestheater en Innsbruck, donde fue miembro del conjunto de 1993 a 1999. Luego se mudó a la Compañía Shakespeare en Bremen. 
Fue más conocido por la serie de televisión policiaca SOKO Kitzbühel, en la que apareció como Andreas Blitz de 2001a 2006. Además del trabajo en cine y teatro, Sigl también es un artista de cabaret con su propio programa en solitario y el espectáculo "Hintze and Sigl". 
Desde 2008 ha interpretado el papel de Martin Gruber en la serie Doctor en los Alpes . 
Tiene un hijo con la actriz Katja Keller. Sigl está casado con la música y fotógrafa Susanne Sigl (anteriormente Kemmler) desde junio de 2008 y vive con ella en Baviera . 
Leyó clásicos literarios para una serie de audiolibros publicados por Reclam. 
El 10 En junio de 2019, moderó el jardín de televisión ZDF como moderador invitado junto a Andrea Kiewel .  

## Filmografía (selección)
- 1994: juro
- 1999: veterinario Dr. Engel (serie de televisión, un episodio)
- 1999: Comisario Rex (serie de televisión, episodio The Loser )
- 2000: Julia - Una mujer inusual (serie de televisión, episodio The EU Inspector )
- 2000–2002: Marienhof (serie de televisión, 9 episodios)
- 2001–2006: SOKO Kitzbühel (serie de televisión, 63 episodios)
- 2002: El toro de Tölz: amantes asesinos
- 2002: días lluviosos
- 2003: Forsthaus Falkenau (serie de televisión, episodio Above the Clouds )
- 2003: Schlosshotel Orth (serie de televisión, episodio Hidden Treasures )
- 2005: The Dream Hotel - Sorpresa en México (serie de televisión)
- 2001: dos asuntos y más niños
- 2007: SOKO Donau (serie de televisión, episodio Still Water )
- 2007: culpa e inocencia
- 2007: Zodiak - el asesino del horóscopo (televisión de cuatro partes)
- 2008: el secreto del Königsee
- 2008: Papá Noel en la casa
- desde 2008: The Bergdoktor (serie de televisión, 108 episodios)
- 2010: Rápidamente determinado (serie de televisión, episodio Elsa Gorger )
- 2011: caso claro para Bär
- 2011: caso claro para Bär - peligroso servicio de amistad
- 2012: el médico del desierto
- 2012: The Bergdoktor - Virus (película de televisión)
- 2013: Colonia Brigada Criminal (serie de televisión, episodio La muerte de un secuestrador )
- 2013: Asesinato en la mejor compañía (serie de televisión, episodio In Teufels Küche )
- 2015: uno para todos, todo en un cubo
- 2019: escapar por el Höllental

## Premios
- 2014: Romy en la categoría del actor de serie masculino más popular
- 2015: Goldene Henne (Premio del público interino)
- 2016: Romy en la categoría Serie de actores más populares
- 2017: Romy en la categoría Serie de actores más populares
- 2017: Goldene Henne (Premio del público interino)